# You Can't Change That
You Can't Change That is een nummer van de Amerikaanse band Raydio uit 1979. Het is de eerste single van hun tweede studioalbum Rock On.
Het nummer is een soulballad die gaat over een onvoorwaardelijke liefde die zo echt is, dat niets het kan veranderen. Geheel in contrast met Raydio's vorige hit Jack and Jill, dat juist gaat over een mislukte relatie. "You Can't Change That" werd een hit in Amerika met een 9e positie in de Billboard Hot 100. In Europa werd de plaat alleen in het Nederlandse taalgebied een hit; met een 7e positie in de Nederlandse Top 40, en een 17e positie in de Vlaamse Radio 2 Top 30.
De plaat werd door het Amerikaanse muziektijdschrift Record World vergeleken met het werk van The Spinners.